# Léonite
La léonite est un minéral de la famille des sulfates, qui fait partie du groupe de la blödite. Il est nommé d'après Leo Strippelmann, directeur des salines de Westeregeln en Allemagne.

## Caractéristiques
La léonite est un sulfate double de potassium et de magnésium de formule chimique K2Mg(SO4)2.4H2O. Elle cristallise dans le système monoclinique. Sa dureté sur l'échelle de Mohs est comprise entre 2,5 et 3. C'est l'analogue avec le magnésium de la mereiterite.

## Classification
Selon la classification de Nickel-Strunz, la léonite appartient à « 07.C - Sulfates (séléniates, etc.) sans anions additionnels, avec H2O, avec des cations de taille moyenne à grande », avec les minéraux suivants : krausite, tamarugite, kalinite, mendozite, lonecreekite, alun-(K), alun-(Na), tschermigite, lanmuchangite, voltaïte, zincovoltaïte, pertlikite, ammoniomagnésiovoltaïte, kröhnkite, ferrinatrite, goldichite, löweite, blödite, nickelblödite, changoïte, zincblödite, mereiterite, boussingaultite, cyanochroïte, mohrite, nickelboussingaultite, picromérite, polyhalite, leightonite, amarillite, konyaïte et wattevilleite.

## Formation et gisements
Elle peut se former comme produit de la déshydratation de la picromérite. Elle fut découverte à la fin du XIXe siècle dans la ville allemande de Westeregeln, à Egeln, dans le gisement de potasse de Stassfurt, dans le Land de Saxe-Anhalt. Elle a également été décrite en d'autres lieux d'Europe et d'Asie, ainsi qu'aux États-Unis et en Australie.